# تشارلز أ. بيندر
تشارلز أ. بيندر هو سياسي أمريكي، ولد في 2 نوفمبر 1857، وتوفي في 16 مايو 1891. نشط حزبياً في الحزب الجمهوري. وقد انتخب عضو جمعية ولاية نيويورك ‏.